# جواب (طائر)
الجَوَّابُ أو الجرَّاء، الركَّاض (الإسم العلمي:Geococcyx) هو جنس من الطيور السريعة الحركة، ويعيش في الأراضي منخفضة الأشجار في جنوب غربي الولايات المتحدة، وفي المكسيك. ويستطيع طائر الجوَّاب الطيران. لكنه يفضل البقاء أغلب وقته في مسكنه الأرضي، ويمكنه العدو بسرعة تصل إلى 24كم في الساعة. وتقتات الطيور الجوَّابة على الحشرات والفقاريات الصغيرة كغذاء رئيسي، ومنها السناجب الأمريكية (الغوافر) وأفراخ الطيور، والفئران والسحالي، والثعابين. وهي تقتل فرائسها الكبيرة بضربها على شيء صلب ثم ابتلاعها مرة واحدة. وتبني الطيور الجوابة أعشاشها على هيئة فنجان باستخدام العيدان الجافة للأشجار المنخفضة أو أجمة من الصبار. كما تفرش الأعشاش بأوراق الشجر والحشائش وغيرها من المواد الناعمة. وتضع أنثى الطائر الجواب من 2 إلى 5 بيضات مائلة للصفرة.

## أصل التسمية
وقد أطلق على هذا الطائر اسم الجوّاب لأنّ من عادته الجري و الركض في الطرق أمام السيارات المتنقلة، وهو على هذه الحالة حتى يبلغ مأواه الآمن.

## الوصف
ويبلغ طول الطائر الجواب 60سم، يشكِّل الذيل نصفها تقريبًا. وله أرجل طويلة قوية ومنقار نحيف مدبب. وغالبًا ما يكون لون نصفه العلوي بُنِّيًا، به خطوط سوداء ونقط بيضاء. أما الرقبة والصدر العلوي فلونهما أبيض أو بُنِّي فاتح مع خطوط بنية داكنة. ويعلو رأسه عرف بني الريش، كما توجد بقعة من الجلد العاري برتقالية اللون خلف كل عين.

## الأنواع
له نوعان :
- الجوّاب الكبير (Geococcyx californianus)
- الجوّاب الصغير (Geococcyx velox)

## في الثقافة الشعبية
ظهرت شخصية في رسوم متحركة تمثل الطائر الجواب في وايل إي. كايوتي ورود رنر

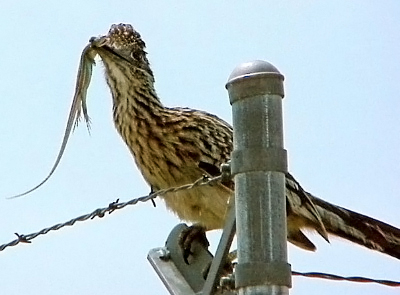
جوّاب كبير في فاه سحلية